# 北斗の拳 イチゴ味
『北斗の拳 イチゴ味』（ほくとのけん イチゴあじ）は、武論尊・原哲夫（原案）、河田雄志（シナリオ）、行徒妹（作画）による日本の漫画作品。Yahoo!ブックストア内『WEBコミックぜにょん』にて、2013年3月1日から連載中。2014年1月26日からは毎月第2・第4日曜日配信。
2013年12月10日に発売された『ジャンプ改』2014年1月号（集英社）に出張掲載。
2015年にはテレビアニメ化された。
2017年4月1日のみ『ガールフレンド（仮）』とのコラボレーションが行われた。
2017年4月時点で累計発行部数は170万部を突破している。
2018年9月以降、作者の体調不良を理由に無期限の長期休載に入っており、同時期に作者および本作品の広報等の公式SNSアカウントが全て更新停止となり、2024年現在でも再開時期は未定のままになっている。

## 解説
原典『北斗の拳』に登場する南斗六聖拳「将星」の男にしてみずからを「聖帝」と僭称する男、サウザーを主役にしたパロディギャグ漫画である。
『北斗』シリーズのギャグ漫画はほかに『DD北斗の拳』があるが、『DD』がキャラクターをデフォルメ化しているのに対し、本作は作画の行徒妹が原典作画者の原哲夫の画風に似せて描いている。サウザーをはじめとした『北斗』キャラクターたちが原典の風貌と設定そのままながらも、ギャグを連発するギャップが特徴。原典の名シーンの再現もあるが、ギャグ漫画であるため、何度死亡しても生き返って登場する。
初期はサウザーをはじめとした南斗六聖拳を中心とする内容だったが、のちに実質的にストーリー要素のついた群像劇に移行し、サウザーの出番も大幅に減少。全く登場しないことも多くなる。

## 登場人物

### 南斗六聖拳とその関係者
サウザー
声 - 銀河万丈
本作の主人公。幼少時より修行に明け暮れてきたため一般常識に乏しく、また自身が体験できなかった「青春」に対して強い憧れを抱く。なお前述の理由から義務教育を受けていないため、十字陵がほぼ完成したことを契機に副官の勧めもあって将来の聖帝軍を担う人材育成のために「聖帝軍十字陵学園」という学校を開設し、子供たちとともに、みずからも勉学に勤しむ。勝利こそが全てで、内容が良くなくても気にしない楽天家。痛みに対しては我慢強く、長台詞の途中で目を覆って高笑いする癖がある。カレーが夕食でないと怒り、シェイクが上手に吸えないなどといった子供じみた面もある。
拳の実力は原典に勝るとも劣らない評価を得ており、ギャグ回の内輪揉めではやり込められることがあるものの、真面目に戦うと五車星程度では2対1ですら相手にならず、本気で怒ると他の六聖拳が2人がかりでも抑えられずに逃げ出さざるを得ないほどで、原典で戦うことのなかった強者たちを次々と撃破していく。唯一ラオウに対抗しうる南斗側の人物であるが、最後の将を除いた六聖拳への自宅訪問があまりにも酷いためにシュウとシンに謀殺されかけるなど、性格に難が多い。
弱点は目隠し。師匠のオウガイを殺害した時に目隠しをしていたため、そのトラウマが蘇る。
シュウ
声 - 諏訪部順一
基本的には常識人だが、ユダに容赦ない突っ込みを入れるほか、余計な一言が多い傾向がある。行動面でのトラブルメイカーは間違いなくサウザーであるが、言葉でのトラブルメイカーはシュウである場合が少なくない。
レジスタンス勢力を含めて人望が厚く、中でも妙齢の女性からの声は高い。サウザーにはそれが気に入らないのか皮肉を込めてレジスタンスの面々と同様に「シュウ様」と呼び始めるが、気に入ったのか以降も様付けで呼び続けている。原典同様に『イチゴ味』作中でもすでに盲目だが、拳法などで磨かれた洞察力などでは説明がつかず、明らかに目が見えているとしか思えない場面が多々ある。原典のように石碑を聖帝十字稜の頂点に（何度も）運ばされるが、石碑を破壊して脱出したり石碑を投げ捨てたりするなどして、人柱になることはない。また石碑の代わりに特大の鏡餅を背負う場面もある。
レイ
声 - 鳥海浩輔
原典との差異が少ない、貴重な常識人。
南斗勢で行動しているときは突っ込み側に回る（というより振り回される）が、ケンシロウ一行として行動しているときは頻繁に無茶な振りをされて断りきれない立場になる。
原典での名シーンをことごとくサウザーやケンシロウに乗っ取られ、そうならない場合でも「出番を取られていない事」をバットとリンに批判される。
第8巻の時点では人生最大の目的であった妹のアイリを救うことを達成したために以後の進路に悩み、南斗水鳥拳を活かしたレストラン経営を企画する。マミヤからはメニューにルイベを加え入れるためのリュウガ、火力問題を解決するためのシュレンの導入を勧めるなど企画に積極的だったが、本人は大事にしたくないらしく、「この話は一旦忘れてくれ」とアイリとマミヤに告げ、部屋の外の壁に寄りかかりまたもや進路に迷った様子。
ユダ
声 - 谷山紀章
ずれたセンスをいじられることが多く、紋章の「UD」が人名のユダ（JUDA）としては綴りが違うことをなぜかシュウに指摘される。本人は「（U）美しい（D）だろう」の略と苦しい言い訳をするが、そのせいでシュウに「ウダ」と呼ばれるはめになる。以降は腕輪の文字をちょっと削って「JD」に変える。
居城ではべらせている美女たち（ユダガールズ）は自分を称えさせるために雇っている時給付のアルバイトで、ユダみずから振り付けなどの指導をしている。しかし彼女らにやる気はまったくなく、台詞は棒読みで、彼が城を空けた際には酒や食料を勝手に持ちだして乱痴気騒ぎをしたり、ケンシロウに敗北した際には死亡説を流したりするなど完全に見下した態度を取っている。居城にサウザーたちが勝手に入ってきてもきちんと茶を出して接待するといった、礼儀正しい一面もある。
レイに遅れをとっている原因を「原典でケンシロウと戦っていないから」とし、ケンシロウの無想転生の背後の幻影に加えてもらうことを目標とするが、そのために最初に取った手段は「無想転生の際に浮かび上がる強敵(とも)の幻影に生身で物理的に混ざり込む」というもの。当然ながら周囲の人物には不審がられ、終いにはケンシロウにどつかれて失敗に終わる。その後リハクの嘲笑半分のアドバイスを受け、真っ当な手段でケンシロウとの死闘を目指すが、いらんことばかりしていた期間のせいで拳が錆び付いており、まずはそれを磨き直す事から始めることになった。
原典のフィギュアの一種、「リボルテックシリーズ」がユダだけ存在しないことを笑いの種にされる。作中でリボルテックの話が出る回で言及されるのみに留まらず、巻末コメントにてリボルテック製作元から「ユダだけ忘れていた」などというコメントが寄せられ、「名も無き修羅」などメインではないにもかかわらずリボルテック化済みのキャラクターの紹介が入るときには必ずユダとリボルテックのことに言及される。
原典の究極版の表紙もユダだけ描かれていないという事実を知った際は鬼神のごとき強さで牙一族を一蹴した。
シン
声 - 森川智之
原典でのケンシロウとユリアへの執念を翻案され、ケンシロウに懸想する同性愛者となり、その想いを伝えられない不器用な男として描かれている。幼少期はケンシロウと楽しい日々を過ごしていたが、彼がユリアと付き合い始めたのを境に疎遠になり、悲しみに暮れる。核戦争後はその真意を明かせぬまま、成り行きでケンシロウの胸に七つの傷を刻み、別に好きでもないユリアを連れ去る。
ユリアが南斗五車星に連れ去られる際も愛想なく承諾、問いかけに対しても「なにが？」と感情無く返答し、ユリアを邪魔者と思い続けていた様子であった。
居城に訪れたジャギをケンシロウとまるっきり勘違いし、その素顔を目にした際は自分のせいでケンシロウの姿を変えてしまったと絶望し、自らの殺害を命じた。
ケンシロウに関すること以外は常識人で、しっかりした居城を持っている事もあり、消去法で天帝ルイの預け先に選ばれる。のちにルイに殉星の宿命を揺り起こされ、ファルコに対し「死んでくれ」と心の中で呟いたり、カミソリレターを送りつけたりといった行動を取り始める。
南斗最後の将
声 - 皆口裕子
世紀末においてはあり得ないほど「いい匂いがする」らしい。シンをはじめ、ごく一部しかその正体は知らない。その正体や存在についてしばしば言及されるが、作中ではサウザーなどことごとく別の人間がなり代わっており、出番は少なめ。
シバ
原典でも登場するシュウの息子。またの名を「ニュー・センチュリー」。しかし本作では出番が少なく、シュウとの絡みもない。
北斗と南斗の全面対決において南斗側の人物として初登場し、やる気のないジャギと対戦する。この際、原典の最期同様にダイナマイトで自爆しようとするだけであったが、ジャギに「今はそれやっちゃ駄目だ!!」と説得される。そのときもシュウはトキの手当てに夢中で、息子をまったく気にしない。
オウガイ
先代の南斗鳳凰拳伝承者であり、サウザーの師。本作でもすでに故人であるため、おもにサウザーの回想や「南斗 DE 5MEN」のPVに登場する。オウガイ外道伝にて、幼少期のサウザーの「どうやって子供は生まれてくるのか？」という問いに、「コウノドリが運んでくるのだ」と優しい嘘をついた。

### 北斗四兄弟とその関係者
ケンシロウ
声 - 小西克幸
原典での主人公。真面目に戦えば充分に強いが、かなり間が抜けており、サウザーのはったりなどに非常に騙されやすい。また、回を追うごとに口数が少なくなるとともに間の抜けた部分が悪化し、バットやリンの指示がないとまともに行動すらできない。困ったことがあると無言でバットの顔を見つめ、そのたびに「こっち見んな!!」と怒られる。
ファッションセンスには妙なところでこだわりを見せるときがあり、道で拾ったサングラスも気に入り、時々着用している。
ラオウ
声 - 松山鷹志
原典の作画そのままに体が大きいため、あらゆる場面で不便を強いられていた。そのため、黒王号をかわいがっている描写が見られる。また船に弱く、食事すらとれないほどの酷い船酔いに苦しむ。船酔いに効くとされるツボを押すなどして自らの態度を変えないようにしているため周囲には悟られていない様子だが、黒王号のみは何となく勘づいているらしい。
鋭利な形状をしたそのヘルメットに、百舌鳥の習性で虫を刺される。
怒りの沸点は低く、容易に挑発に乗せられる。なかでもとりわけヒューイの挑発に弱く、彼だけを執拗に攻撃する。サウザーを送りつけられたことに腹を立て、送り主であるシンのもとに拳王軍全軍を率いて報復に出る、逃げながら挑発をしてきたヒューイとアインに背後から北斗剛掌波を放つといった、大人げない行動を取る。
しかし、それ以外の部分では気が長い面があり、自分と相対していた人物が他人と関係ない話を始めて盛り上がり放置されても、そのまま待っていることが多い。
成り行きで「修羅の国」に単身渡ることになり、実兄のカイオウ打倒を企む。
トキ
声 - 諏訪部順一
原典と同じく病人で、都合が悪くなると病を理由に咳き込む。サウザーの身体の秘密は彼の腓返りを治療した際にサウザーの口から知ったことになっている。
自身の偽者であるアミバになつかれるが仲は良好。トキ自身もアミバを信頼し、自らが死を迎えたあとの後継者とすべく修行を施しているが、原作と違って今の所は死亡する様子は無い。
ジャギ
通称「ヘルメット助教授」。原典同様にケンシロウを恨んでいるが、周りを恨む不毛な人生に嫌気が差し、善人になろうと努力している。だが、いかついヘルメット姿に加え悪名が知れ渡っていることもあり、なかなかうまく行かずにすねる。胸の傷からシンにケンシロウと勘違いされた際は、「この話は聞かなかったことにする」とあらぬ秘密を知ってしまったことを謝った。
ジャケットの下には胸の傷を隠すために、ひよこの絵と「Justice」のロゴが入ったTシャツを着ている。部下からの信頼は厚いが、ヘルメットの下の素顔はジャギと認識されない。
リュウケン
原典と同様、北斗神拳第63代伝承者にして北斗四兄弟の師。本作でもすでに故人であるため、おもに回想（過去）で登場する。伝承者候補に「ないな」と思わざるを得ない人物ばかりを集めた。メープルシロップが好物で、何かと持ち歩き舐めている。
ケンシロウの個性付け、および相手の動揺を誘うために悪態を言わせる訓練の最中にしつこく「ハゲ」となじられたため、北斗史上初の一日に奥義「七星点心」を二回使った男となり、ケンシロウは史上初の日に二回七星点心を受けた男となる。
なお、サウザーが軍資金稼ぎのために開設した「コアランド」で飼育されているコアラを見に来たケンシロウは、それを見るや「リュウケン」と勝手に命名し、その後いつの間にか自身のペットとして持ち去った。

### 南斗五車星とその関係者
ヒューイ
通称「青いの」。自己主張が強く分を弁えないため、周囲から煩わしく思われ、ことあるごとに叩きのめされる。サウザーに、ユダと似たポーズであることから親和性を評価されている。
本作ではシュレンとともに出番が大幅に増加しており、カラー表紙やコラボレーション商品に複数回抜擢されている。
シュレン
通称「赤いの」。ヒューイとともに行動することが多い。
弟分のヒューイとともにリハクに対して「海」の意味を批判し、開き直ったリハクに激怒する。
フドウ
声 - 松山鷹志
「悪鬼」と化していたころに幼いユリアから手のひらに犬を載せられたが、巨漢ゆえに犬がリスにしか見えず、後にあらゆるものがリスに見えるようになる。
ニワトリさえもリスと認識し、ケンシロウが連れて行かなかった原因とされている。
演出の都合ではなく、気圧の関係で身体が大きくなったりするらしい。
ジュウザ
自由を履き違え、ただの天邪鬼と化している。ヒューイとシュレンから役立たず扱いされ、一時五車星から外されアインと入れ替わった時期もある。この際アインの娘アスカから彼の手袋とコスチュームを授かり、「星雲のジュウザ」となる場面もある。
シンの回想シーンによると五高（正式校名は不明）出身らしい。
リハク
通称「海の人」。 娘ともども調子に乗りやすい性格で、ヒューイやシュレンの無能さを見下している。
一方で人望はあまりなく、ヒューイやシュレンに「ジジイ」呼ばわりされ、バットやリンにも敬語を使われない。原典での失態をヒューイとシュレンに責められて開き直る一面もある。天帝を守護するためにリュウガを連れ戻しに向かった際、ヒューイに「ザコは引っ込んでおるのだ」と自ら逆鱗に触れに行き、あえなく一蹴されている。
過去に言葉が不自由だったフドウに教育を施したり、ジュウザの性格を逆手にとった声援を送って彼をコントロールするほか、ユダをそそのかしてケンシロウに「無想転生」なしでの戦いを挑ませるといった、知将らしいことを行う場面もある。
トウ
リハクの娘。ヒューイには「いつも連れてきているので実質六車星」と称される。ラオウへの恋心を隠す気はまったくない様子である。

### その他の登場人物
バット
声 - 山下大輝
突っ込み役。情況を的確に分析し解説する。ただしレイに対してのみ普段とは逆の役に回る。
リン
声 - 蒼井翔太
もうひとりの突っ込み役で、ケンシロウに的確な指示を出す。ケンシロウがことあるごとに破く革ジャンの調達も担当。バットと担当する「バットとリンの北斗ビギナー講座」では身も蓋もない発言や非情なまでの毒舌を振るうことが多い。
マミヤ
原典のストーリー展開を真面目に進めようとする常識人だが、たまに真顔で常識はずれのことをする。
ユダに焼印を付けられた際にケンシロウに肌色のクーピーを押し付けられるなど、不器用な優しさが仇となり振り回されることが多い。
アイリ
レイの妹。基本的に原典とほぼ変わらない性格だが、よくバットやリンと一緒になってレイを頻繁に追い詰めたりする。
目の治療の際にケンシロウに変な秘孔を突かれたことで、ときおり目つきがケンシロウと瓜二つになる。
ユリア
声 - 皆口裕子（少女時代 - 儀武ゆう子）
おもにシンの学生時代の回想シーンなどに登場するため、彼女も学生でセーラー服を着ていることが多い。
ケンシロウを奪った女としてシンに憎まれている。
ヒャッハー
声 - 合田慎二郎、村上達哉、南嶋毅
聖帝軍に所属するモヒカンの悪党たち。サウザーらの横暴に迎合しつつも、そのわがままや非常識に振り回され苦労が絶えない。
ターバンのガキ（アニメ版のクレジットでは「ターバンの少年」）
声 - 儀武ゆう子
原典でサウザーの脚を刺す端役だが、本作では主要人物に昇格。拳法家をも凌駕する速さと正確さでサウザー達の不意を突いて脚を刺し、その目的もはっきりしない事から次第に恐怖の象徴と化す。サウザーも彼の刺突を予測して回避行動を取る、あらかじめ拘束しておくなどの対策を取るが、その甲斐もなく最終的には脚を刺されて負傷している。
その実力は対サウザーに留まらず、ハンが聖帝軍に攻めてきた際にも発揮され、完全に不意を突いて脚を負傷させた事でハンに非童貞認定されるに至る。その後サウザーがハンを打ち破った際は、サウザーに有利に働いた条件としてハンが足を刺されていたことが大きな一因に挙げられている。
技量だけでなくカリスマ性も持ちあわせており、サウザーが労働力として集めた子供たちを率い聖帝軍に対して反乱を起こす場面もある。
また、彼と同様にターバンを巻いた少年というビジュアルのキャラクター（バットの義弟のタキ、ジャギに弟アキを殺される少年マコなど）も同じく主要登場人物の脚になんらかの負傷を負わせるようになる。これらのことを指してサウザーは「ターバンのガキは増殖を続けており、やがて人類を駆逐する」とケンシロウに語り、周囲の人間からは妄言と一蹴されるものの、修羅の国では無数に出現しファルコの左足を刺した。子供たちが反乱を起こした際には聖帝軍の人員のことごとくを負傷させ、サウザーや副官などを恐怖させた。
2017年春にエンブレイスジャパンより発売のサウザー（本作版）のフィギュアではセットで彼もフィギュア化された。
副官
声 - 合田慎二郎
原典ではシュウに輪切りにされる聖帝軍部隊長。本作ではサウザーの側近となり、気苦労の多い守り役を務める。
ケンシロウ一行の敵であるはずだが、ときおりバットとリンの二人に相談事をする。知略にも長けており、サウザーの企み事で上手くいっているものはだいたい彼の入れ知恵が入っている。ほかの六聖拳の仲介も行うが、本作では愚行が多いサウザーに激怒することも多く、宥め役も買う。
サウザーの日常を優先に考え、来客に対しても「もうすぐ夕食だから帰ってくれないかな」などと内心思うこともしばしば。
ジャッカル
地底特別獄舎「ビレニィプリズン」からの脱獄囚で、野盗集団のボス。
原典と同じように大量のダイナマイトを持ち歩いているが、本作中で使用するものは「おたんじょうびおめでとう」のメッセージカードが仕込まれたまったく殺傷能力のない代物。
その後、巨人・デビルリバースをビレニィプリズンから解き放とうとするが、門番のスプラッシュらの行動に尽く翻弄される。
スプラッシュ・リゲーロ
デビルリバースを封印している扉の門番のうち、ドミノマスクを着けている方。名前は本作が初出。
扉の鍵を渡せというジャッカルの要求を拒み、スプラッシュが鍵を飲み込もうとするまでは原典と同じだが、身体が受け付けずに嘔吐する。
それでも執念深く挑戦を続けては嘔吐を繰り返し、相方もそれを止めるどころか全力で応援するため、ジャッカルを大いに困惑させた。
アミバ
トキの偽者である点は原典と同じだが、本作ではとくに悪事は働かずトキと行動をともにする。トキとの関係は良好であり、吐血して苦しむトキを心配したり、トキからは才能を認められ彼の不在時には村人の診療を任されたりもする。なぜかほとんど喋らないが表情は豊かで、トキと間違えられると非常に喜ぶ。
ギャグ主体の本作においてもやはり余命幾許もないトキから、多くの病に苦しむ人々の希望として自分の医業を継ぎ、新たな「トキ」として生きるよう求められ、使命の重さに改めて慄きながら心身ともに一から再修業を始める。
第115話ではトキやリハクとともにシンを助け、一人カイゼルに挑む。トキの修行の一環として「テンションを先に上げた奴は死あるのみという世紀末の法則」に従ってめっちゃテンションを下げさせた所、トキ並に強くなる事が判明している。
ウイグル
カサンドラの獄長。ヘルメットの下の髪はツーブロックにテクノカット。
原典ではラオウの手中にあった監獄（トキが幽閉されていたカサンドラ）を管理していたため、北斗と南斗の全面対決では北斗側に参加する。
大佐（カーネル）
ゴッドランドの総帥にして自称「世界最強の殺人拳」南斗無音拳の達人。ケンシロウの無想転生の背後の幻影に加えてもらいたいという目標を叶えたいユダが、リハクのアドバイスにより錆びついた拳を磨き直す修行のためにゴッドランドに殴り込んだ際に闘う。南斗無音拳やあらゆる戦闘技術を用いてユダを追い詰めるが、逆に追い詰められ覚醒したユダに倒される。
マッド軍曹（マッドサージ）
ゴッドランドの下士官。ゴッドランドへ殴り込んだユダと闘うが、その戦闘技術を披露する間もなく、あっさり倒される。
リュウガ
原典どおりラオウの部下としてさまざまな活動を行う。世紀末の強者と闘ってやられ役になることが多いが、カチューシャを付けると無敵になるという思い込みで回復する特技を持っている。ナルシストの気があり、いろいろな角度から鏡に映った自分を眺める癖がある。
拳王軍の中間管理職として登場した時は気苦労の絶えないツッコミ役ポジションになる時もあるが、それ以外の時は「青いの」とキャラクターが被っており、同種の煩わしさを感じられることがある。ハンが攻めてきたときはその「青いの」との合体技を披露するが、回避されて不発に終わる。
レン
バットとよく似た容姿をしている少年。怪我をしていたところをシンとルイが偶然発見し、「バットに似ている＝連れて行けばケンシロウとおそろいになれる」と気づいたシンがそのまま保護している。 原典に登場する同名の人物とは無関係。

### 天帝編以降の登場人物
ファルコ
原典以上に受け身の気質で、強者たちに襲撃されることが多い。ただしサウザーの暴走によってジャコウ捕縛や天帝救出などの恩恵を受けることもあり、次第に「南斗 DE 5MEN」に協力するようになる。
「南斗 DE 5MEN G」になったあとは南斗勢と共に修羅の国へちょっかいを出しに行くが、修羅たちとの戦闘が始まってもボックスカーのなかで寝ており、起こしにきたユダにいらついて車を輪切りにする。なお、この直後に原典で死闘を繰り広げる「名も無き修羅」と相対するが、この漫画ではファルコは万全の状態であったため、名も無き修羅を一蹴する。
自分の村にラオウが攻め込んできた際は、原典と違い「臀部を撫でるがいい」と尻を差し出すが、逆にラオウの怒りを買い、村を焼かれそうになる。
ジャコウ
原典通り天帝ルイを幽閉し、その権力を騙って圧制を強いていた人物。
「南斗 DE 5MEN」が帝都に侵攻してきた際は原典と同じく「自分を殺せば天帝の居場所が分からなくなる」と言って保身を図るが、逆に焼き印のスペシャリスト2名に体中を焼き印まみれにされた挙句、それとは何の関係もないサウザーのやらかしで天帝も発見・救出されてしまった。
天帝ルイ
「南斗 DE 5MEN」の帝都侵攻により、原典より大幅に早く救出される。そのため双子の妹リンと同じ幼い容姿をしており、視力も失っていない。
救出後は帝都再建が成るまではジャコウ一派の残党から身を隠すため、南斗六聖拳のうち消去法で選ばれたシンのもとへ預けられる。ソリアの入れ知恵によりシンを「お兄ちゃん」と呼び、シンの殉星をふたたび揺り動かす。
アイン
通称「ミスターハリウッド」。ジュウザの代役として五車星「星のアイン」を任される。台詞はすべて脈絡のない英語。
主役を務める外伝ではすべてアメリカン・コミックス風の横書き台詞（すべて英語）になっている。
ラオウの北斗剛掌波を受け、墓まで建てられて死亡したかに思われたが、何ごともなかったかのように復活する。原典の時間軸とは合わないが、娘のアスカも登場する。
カイオウ
修羅の国を治める第一の羅将。魔闘気を封じ込めておくためのプロテクターを常時装着しているところは原典どおりだが、その徹底ぶりは温泉に入るときすら決して外さないほど。拳の実力・性格ともに原典とまったく変わらず、修羅の国に攻め寄せた「南斗 DE 5MEN G」を一人で壊滅させた。
怒りの沸点は実弟ラオウ同様にきわめて低く、サウザーたちがやる気を無くし逃走した後も執念深く追いかけて暗琉霏破を浴びせていた。
ヒョウ
修羅の国第二の羅将。原典以上に実弟のケンシロウと瓜二つで、抜けたところと指示待ちの気質は弟以上。
配下の修羅たちに確認しないと発言一つもままならず、発言しても毎回同じことしか言わない。
原典の時間軸とは合わないもののすでに魔界に入っており、リュウガ・シャチなどを軽く一蹴。しかしトキの入れ知恵で暗琉天破対策を完了していたラオウには叶わず、劣勢のまま水入りとなる。
ハン
修羅の国第三の羅将。修羅の国より来航して騒動を起こす。登場するたびに「もわっ」などの擬音が書かれる「エスプレッソ感」漂う「濃い」男。垢抜けない者を「童貞」呼ばわりする癖があるうえ、些細な感嘆にも「肌が粟立つ」という独特の表現を多用する。
童貞呼ばわりの基準は完全なる独断。童貞でないと認めるのはジュウザ、トキ、「ターバンのガキ」くらいで、実子がいるはずのシュウやラオウでさえ童貞に含む。
三羅将の中では唯一魔界に堕ちていない。これについてはバットとリンが「わがままなポジティブ」だからと総合的に分析するが、彼自身は「童貞でなかったからだ」と言い張る。
シャチ
原典では両足を折りたたんで小柄なボロに扮装しており、そこから飛躍して小舟やバイクなどに変形する術を身につけている。
カイオウの恐怖政治を打倒するため、ラオウの下に援軍を請いに訪れ、以後拳王軍に合流する。

## 南斗 DE 5MEN
最後の将以外の南斗六聖拳の5人で構成される「世紀末清純派アイドルグループ」。読みは「なんと デ ゴメン」。
サウザーがリーダーで、彼の命令により全員が揃いのタンクトップ（サウザーは紫、ほかの4名はピンク）を身に着ける。北斗と南斗の全面対決においても、5人はこの衣装で戦う。
トーク回のほか、実在する既存の楽曲の歌詞を使ったPV風の作品が掲載される。アニメにおいては実際に5人が歌っているPV風のものが放映された。
一時期ファルコを加えてグループ名を「南斗 DE 5MEN G」と改め、最強聖帝南斗軍を号する場面もある。
また『田園』の場合はジャギが、駄々をこねたらしく「南斗 DE 5MEN Ｊ」と無理矢理、仲間に加わった。
2018年6月現在、8曲のシングルを出している（という設定）。
| 枚  | タイトル            | 原曲の歌手                                                                    |
| --- | ------------------- | ----------------------------------------------------------------------------- |
| 1st | それが大事          | 大事MANブラザーズバンド                                                       |
| 2nd | 檄!帝国華撃団       | 真宮寺さくら（横山智佐）& 帝国歌劇団                                          |
| 3rd | 慟哭                | 工藤静香                                                                      |
| 4th | 檄!帝国華撃団（改） | 真宮寺さくら（横山智佐）・神崎すみれ（富沢美智恵）・マリア･タチバナ（高乃麗） |
| 5th | メロディー          | 玉置浩二                                                                      |
| 6th | 乙女のポリシー      | 石田よう子                                                                    |
| 7th | いすゞのトラック    | KAZCO                                                                         |
| 8th | 田園                | 玉置浩二                                                                      |

## 書誌情報
原典のジャンプコミックス版単行本に似せた装丁になっている。
- 武論尊・原哲夫（原案） / 河田雄志（シナリオ） / 行徒妹（作画） 『北斗の拳 イチゴ味』 ノース・スターズ・ピクチャーズ〈ゼノンコミックス〉、既刊9巻（2018年9月20日現在）
  1. 2013年9月20日発売[6]、ISBN 978-4-19-980165-5
  2. 2014年5月20日発売[7]、ISBN 978-4-19-980209-6
  3. 2014年11月20日発売[8]、ISBN 978-4-19-980246-1
  4. 2015年6月20日発売[9]、ISBN 978-4-19-980273-7
  5. 2016年2月20日発売[10]、ISBN 978-4-19-980333-8
  6. 2016年9月20日発売[11]、ISBN 978-4-19-980369-7
  7. 2017年4月20日発売[12]、ISBN 978-4-19-980404-5
  8. 2017年12月20日発売[13]、ISBN 978-4-19-980464-9
  9. 2018年9月20日発売[14]、ISBN 978-4-19-980521-9

## テレビアニメ
2015年10月より12月まで、テレビ東京ほかにて放送された。「聖帝サウザー様生誕30周年記念作」と銘打ち、本作と同じ「北斗」系ギャグ作品『DD北斗の拳』アニメ版第2シリーズ『DD北斗の拳2』とともに同じ枠『DD北斗の拳2 イチゴ味+』内で120秒（2分）のショートアニメとして放送。ナレーションは石井正則が担当。
キャスティングについては、原典のアニメ版『北斗の拳』でサウザーを演じた銀河万丈が引き続きサウザー役に起用されることが最初に発表される。その後、2015年8月15日から25日まで主要な登場キャラクターのキャストを毎日一人ずつ発表するというプロモーションが行われた。

### スタッフ
- 原作 - 「北斗の拳 イチゴ味」（原案：武論尊、原哲夫 / シナリオ：河田雄志 / 作画：行徒妹 / 協力：行徒）
- スーパーバイザー - 原哲夫
- 原案 - 河田雄志
- 監督 - まんきゅう
- キャラクターデザイン・総作画監督 - 吉原幸之助
- 美術設定・美術監督 - 中村隆
- 色彩設計 - のぼりはるこ
- 撮影・編集 - 横枕洸一
- 音響監督 - 山田陽
- 音楽 - 三澤康広
- アニメーションプロデューサー - 矢尾板克之
- アニメーション制作 - 亜細亜堂
- 企画・製作 - ノース・スターズ・ピクチャーズ

### 主題歌
両者とも『DD北斗の拳2 イチゴ味+』としての曲。
主題歌「世紀末スクールウォーズ」
作詞 - mitsuyuki miyake / 作曲 - mitsuyuki miyake、Hiroto Suzuki / 編曲 - Hiroto Suzuki / 歌 - アルスマグナ
エンディングテーマ「消せない、七つの星」
作詞・作曲 - 石谷光 / 編曲 - 田辺恵二 / 歌 - 放課後プリンセス
以下は本作のみで使用。
挿入歌「それが大事」（第8話）
作詞・作曲 - 立川俊之 / 編曲 - 三澤康広
歌 - 南斗 DE 5MEN（サウザー（銀河万丈）、シュウ（諏訪部順一）、シン（森川智之）、レイ（鳥海浩輔）、ユダ（谷山紀章））
テレビ放送時は120秒のショートバージョンだったが、DVD収録時は約5分のフルバージョンに変更された。
DVD専用オープニングテーマ「世紀末Strong☆Berry」
歌 - バット（山下大輝）&リン（蒼井翔太）
2016年3月25日にFARM RECORDSよりCDが発売。

### 各話リスト
サブタイトルはDVD収録時につけられたもの。
| 話数   | サブタイトル       | 絵コンテ       | 演出           | 作画監督                |
| ------ | ------------------ | -------------- | -------------- | ----------------------- |
| 第1話  | 聖帝様からのお言葉 | まんきゅう     | まんきゅう     | 吉原幸之助              |
| 第2話  | 聖帝として         | たかたまさひろ | たかたまさひろ | 吉原幸之助              |
| 第3話  | シュウ様           | まんきゅう     | まんきゅう     | 吉原幸之助              |
| 第4話  | 強き心             | たかたまさひろ | たかたまさひろ | 渡辺奈月                |
| 第5話  | 少年最強説         | たかたまさひろ | たかたまさひろ | 渡辺奈月                |
| 第6話  | 聖帝伝説           | まんきゅう     | まんきゅう     | 吉原幸之助              |
| 第7話  | 南斗 DE 5MEN       | まんきゅう     | たかたまさひろ | 吉原幸之助              |
| 第8話  | それが大事         | まんきゅう     | たかたまさひろ | 渡辺奈月                |
| 第9話  | サザンクロスの涙   | まんきゅう     | たかたまさひろ | 石川晋吾 辻加奈子       |
| 第10話 | 悟りと狂気         | たかたまさひろ | たかたまさひろ | 仲田美歩                |
| 第11話 | 妖しの星ユダ       | まんきゅう     | たかたまさひろ | をがわいちろを 辻加奈子 |
| 第12話 | 決着               | たかたまさひろ | たかたまさひろ | 吉原幸之助              |

### 放送局
| 放送期間                       | 放送時間                     | 放送局             | 対象地域   | 備考                      |
| ------------------------------ | ---------------------------- | ------------------ | ---------- | ------------------------- |
| 2015年10月7日 - 12月23日       | 水曜 1:35 - 2:05（火曜深夜） | テレビ東京         | 関東広域圏 |                           |
|                                |                              | テレビ大阪         | 大阪府     |                           |
| 2015年10月9日 - 12月25日       | 金曜 2:05 - 2:35（木曜深夜） | テレビ愛知         | 愛知県     |                           |
| 2015年10月15日 - 2016年1月21日 | 木曜 2:00 - 2:30（水曜深夜） | 岩手めんこいテレビ | 岩手県     | フジテレビ系列            |
| 2015年10月18日 - 2016年1月2日  | 日曜 1:30 - 2:00（土曜深夜） | AT-X               | 日本全域   | CS放送 / リピート放送あり |

### 映像ソフト
2016年3月25日にDVD（1枚組）がTCエンタテインメントより発売された。